# 胡麗塔·杜柏蕾斯
胡麗塔·杜柏蕾斯·伊萨吉雷（西班牙語：Julieta Dobles Yzaguirre，1943年3月1日—）哥斯达黎加女性作家、教育工作者，代表作有《哥斯大黎加之詩》等。曾获马贡国家文化奖和阿基莱奥·埃切维利亚国家奖。